# 焦雄屏
焦雄屏（ショウ・ユウヘイ）は、台湾を代表する映画人である。中国、香港、台湾で映画監督を務める一方、映画制作、評論、教育、研究、国際マーケティングなど多方面の分野で活躍している。

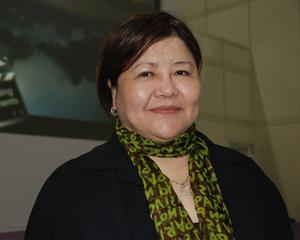
焦雄屏

代表作として、世界各国で数多くの賞を受賞している『北京の自転車』『藍色夏恋』『聴説（ティンシュオ）』『白銀帝国』『檳榔売りの娘』『一万年愛してる』『阮玲玉（ロアン・リンユイ）』『ロスト・イン・北京』『望郷』『ブッダ・マウンテン〜希望と祈りの旅』などがある。
彼女は若い頃、台湾映画の若返りを図り、第5、第6世代にあたる映画監督たちの国際市場への参入を推し進めた。
アメリカのテキサス大学オースティン校にて修士号、カリフォルニア大学ロサンゼルス校にて博士号取得後、台湾に帰国し、中時晚報（ちゅうじばんぼう）の作家になった。また、聯合報（れんごうほう）で主筆として、台湾ニューシネマの理論普及に努めた。

## 略歴
1988年、中時晚報映画賞の前身となる台北電影奨を創設した。
1993年、行政院新聞局（ぎょうせいいん　しんぶんきょく）の依頼を受け、「中華民国映画年」の社長に就任する。台湾映画の輸出を促進した。台湾映画界における人材の育成、映画文化の教育に身を投じ、映画データベースの作成にも貢献した。
2007年から2008年まで、金馬奨（きんばしょう）の主席執行委員を務めた。在職中には協働プラットフォームを創設するなど、審査制度の改革に着手し、金馬奨の信頼性と競争力を高めた。また中国映画美学の理論を築くために、執筆活動を続けながらも、『電影館』シリーズ、台湾映画史など、80本以上の映画原稿を出版した。
台湾映画普及への尽力に加えて、国内外で多くの優秀な映画監督、映画製作者、俳優を育てた。さらに、台湾、上海（シャンハイ）、北京、南昌（なんしょう）、廈門（アモイ）などで教鞭をとった。また、Youku（ゆうくもう）と協力して、トーク番組『聚焦』をプロデュースし、番組の中で数々の映画監督や俳優と対談してきた。
台湾映画センター取締役、「北京鼎炫影視傳媒公司」監督、国立台北芸術大学映画創作学科教授、中華民国映画財団取締役、上海戯劇学院客座教授、南昌大学戯劇専科学院名誉院長と北京師範大学（ペキンしはんだいがく）中国文化国際コミュニケーション大学院客員研究員等を歴任し、中国の『新京報』、『南方都市報』、『大眾電影』、『看電影』雑誌と米国の『世界日報』等の有名な大衆紙にコラムを寄稿してきた。近年の台湾映画文化の大衆化、国際化は彼女の長年にわたる台湾映画化への尽力によるものである。
その他にも、インド国際映画祭の生涯功労賞、米国テキサス大学ヘルースト・フェロ（Hearst Fellow）賞、台北映画祭の功労賞等を受賞した。 